# Полет 5055 на „LOT Полиш Еърлайнс“
Полет 5055 на „LOT Полиш Еърлайнс“ е редовен международен пътнически полет от летище „Варшава Фредерик Шопен“, Варшава, Полша, до международното летище „Сан Франциско“, Сан Франциско, Съединените американски щати, с междинно кацане на летище „Джон Ф. Кенеди“, Ню Йорк, управляван от „LOT Полиш Еърлайнс“. На 9 май 1987 г. самолетът „Ил-62M“, който изпълнява полета, се разбива в природния резерват „Кабати Уудс“ в покрайнините на Варшава около 56 минути след излитане. Всички 183 пътници и екипаж на борда загиват при катастрофата, което я прави най-смъртоносната катастрофа с „Ил-62“ и най-смъртоносната авиационна катастрофа в историята на Полша.
Разследването установява е, че инцидентът е причинен от разпадане на вал на двигател поради дефектни лагери. Това довежда до катастрофална повреда на двата леви двигателя и след това до пожар на борда, който унищожава всички системи за управление на полета. В последните моменти огънят се разпространява в задната част на пътническата кабина. Смята се, че седящите там се придвижват напред, дестабилизират самолета и увеличават скоростта, с която пада от небето. Пилотите се опитват да овладеят машината и да се върнат на летището, но повредите корпуса не позволяват това. Последното съобщение от екипажа на борда е: „Лека нощ, довиждане! Чао, умираме!“.
Тази катастрофа наподобява на друга през 1980 г. в Полша, когато при полет 007 на „LOT Полиш Еърлайнс“ „Ил-62“ се разбива при сходни обстоятелства. Двата инцидента показват специфичните недостатъци на въздушната безопасност зад „Желязната завеса“, както и липсата на официално разследване и прозрачност. Следователно няма достатъчно политически стимули да се разкрива информация, която може да предизвика обществена реакция и подобрения в безопасността на двигателите на „Ил-62“.